# Heteronyx tasmanicus
Heteronyx tasmanicus är en skalbaggsart som beskrevs av Blackburn 1909. Heteronyx tasmanicus ingår i släktet Heteronyx och familjen Melolonthidae. Inga underarter finns listade i Catalogue of Life.